# شربائيل

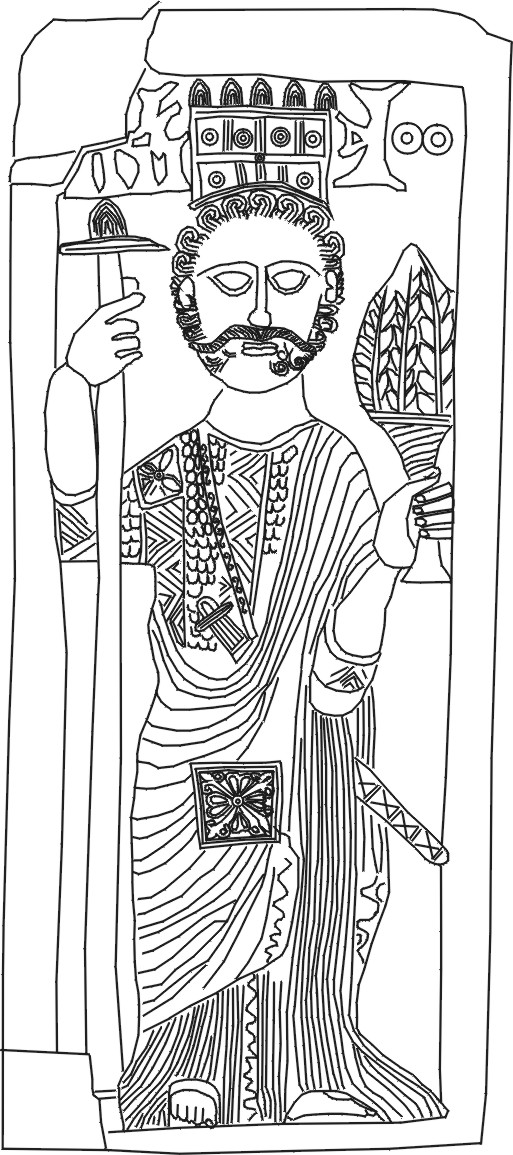
نقش بارز لشخصية مسلحة ومدرعة ومتوجة من أنقاض ظفار، اليمن، والتي وصفت بأنها مقر مملكة شربيل في محيط البحر الإريتري.

شربائيل (بالأبجدية العربية السبئية: 𐩫𐩧𐩨𐩱𐩡، ويعني "مبارك من الله"، أو "يتبع الله" ) كان حاكمًا من جنوب شبه الجزيرة العربية وُصف في كتاب الطواف حول البحر الإرتري الذي يعود تاريخه إلى القرن الأول الميلادي وكان معاصرًا له.

## الاسم
تعطي المخطوطتان اليونانيتان لكتاب بيربلوس نسختين مختلفتين من الاسم:
- كربائيل (Χαριβαήλ)
- كاريبائيل (Χαριβαήλα)[3]

تُرجم هذا الاسم إلى اللاتينية [الإنجليزية] بـ:شربائيل هناك الآن اتفاق واسع النطاق على أن هذا الاسم يمثل نسخة من الاسم السبئي (كربل - 𐩫𐩧𐩨𐩱𐩡). وبحسب جلاسر وولفرد سكوف [الإنجليزية]،  لم يكن هذا لقبًا بل كان اسمًا ملكيًا مشتركًا بين العديد من حكام جنوب الجزيرة العربية الآخرين، وربما الذي عُرف لاحقًا بالتُّبَّع.

## الوصف

خريطة تعيد بناء طرق التجارة والممالك الموصوفة في كتاب الطواف حول البحر الإرتري في القرن الأول الميلادي. ويُقال إن مملكة شربائيل كانت تسيطر على الحميريين والسبئيين والموانئ الرئيسية في أزانيا على ساحل السواحلي.

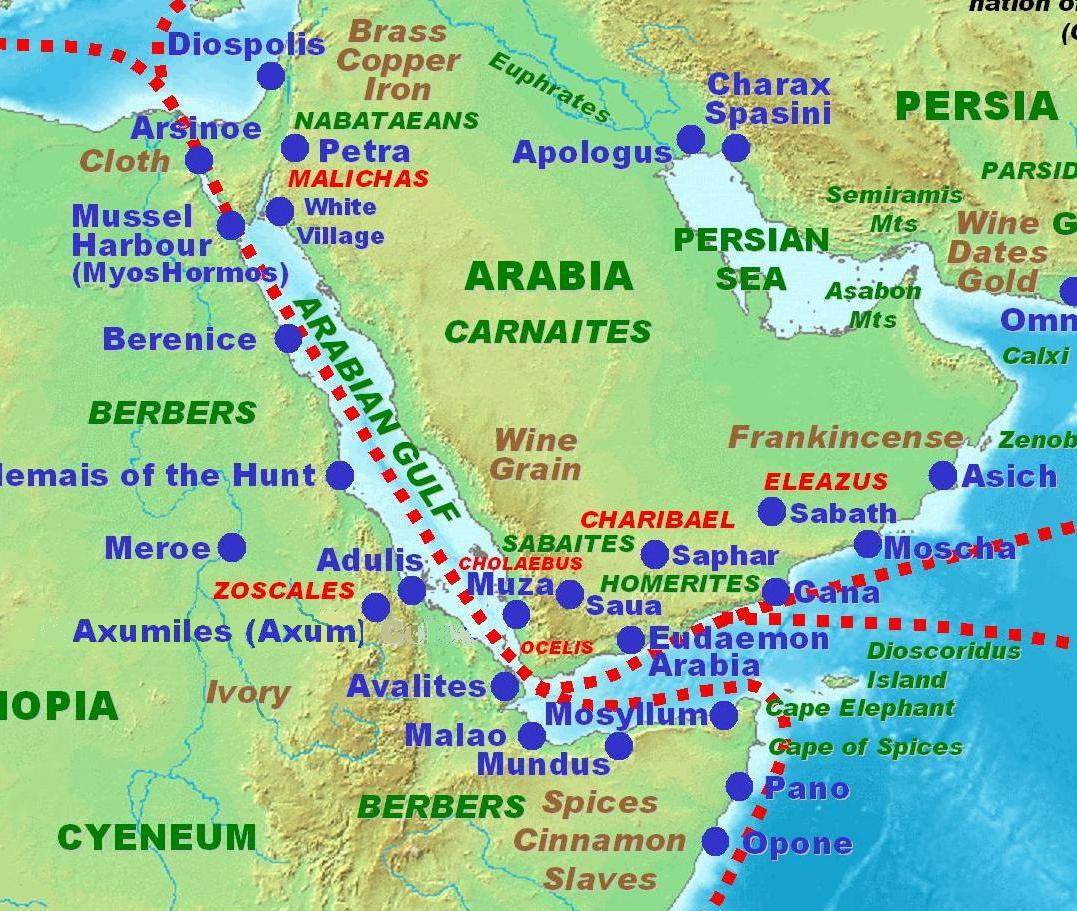
تفاصيل الأماكن في رحلة المحيط الهادئ الواقعة حول البحر الأحمر والبحر العربي.

يصف كتاب بربيلوس شربائيل بأنه "الملك الشرعي" لـ "الهوميريين" و"أولئك الذين يعيشون بجوارهم ويطلق عليهم السابيون (قوم في فلسطين اليوم). ويقال إنه كان يسكن في ظفار وكان يحافظ على صداقة مع الأباطرة الرومان عن طريق "السفارات والهدايا المستمرة". ويقال إنه يمارس السيطرة على بلدتي "موزه"  (المخا)  و"سعوة" (تعز)  في "مافاريتيس" من خلال "زعيم تابع" يُدعى "شلايبوس" (كليب). وطلب من التجار الرومان الذين كانوا يأتون إلى المخا أن يدفعوا له جزية تتكون من "الخيول والبغال والأواني الذهبية والفضية المصقولة والملابس المنسوجة بدقة والأواني النحاسية". شملت مملكته "أوسيليس" عند باب المندب وأطلال "يودايمون العربية" لكنه لم يمارس سوى القليل من السيطرة خارجها، مع بقية ساحل بحر العرب المأهول بالبدو والصيادين، و"بلاد اللبان" في "إليزوس"، والفتوحات الأخيرة للإمبراطورية الفرثية التي سيطرت على عُمان .  ينسب كتاب بيربلوس إلى شاريائيل السيادة غير المباشرة على الموانئ الرئيسية في أزانيا، والسواحل الصومالية والسواحيلية الحالية، من خلال أتباعه في المخا.
ومن المحتمل أيضًا أن يكون الملك المسؤول عن تدمير ميناء عدن العربية ومن المرجح أن يكون ذلك في خدمة حلفائه في المخا، الذين كانوا ليكونوا منافسين تجاريين لعدن. ومع ذلك، فإن نسب الهجوم إلى شاربائيل يتطلب مراجعة النص، حيث تنسب مخطوطاته الهجوم إلى "قيصر روماني". في القرن التاسع عشر، قام مولر وهنريش دوترش [الإنجليزية] بتعديل "قيصر" إلى "إليسار"، الذي حددوه بالملك الحميري إليازوس [الإنجليزية] المذكور في مكان آخر من النص. ولم تدعم النقوش الموجودة في جنوب شبه الجزيرة العربية هذا الافتراض، كما أن احتمالية حدوثه أقل بكثير على أسس جغرافية أيضًا. وقد ذهب باحثون آخرون إلى أن الإشارة هنا هي إلى غزو الجزيرة العربية من الحاكم المصري الروماني ج. إيليوس جالوس في عام 26 قبل الميلاد. وبعيدًا عن العقود العديدة التي تفصل تلك الحملة عن الرحلة البحرية ، فإن الوصف التفصيلي للحملة في سترابو يُظهِر أن الجيش تقدم برًّا وتم تضليله وتخريبه بنجاح من الوطني النبطي العربي سيلايوس قبل الوصول إلى أي من الموانئ الجنوبية. يذكر بليني صراحةً أبعد نقطة تم الوصول إليها باسم "كاريبيت"، والتي عادةً ما تؤخذ بعد اسم فورستر كخطأ كتابي لـ "كاريبيت" المذكورة سابقًا، وهي قرية القريتين بالقرب من إب في المرتفعات اليمنية. ويذكر بلينيوس صراحة في نفس المقطع أنه لم تصل أي قوة رومانية أخرى إلى هذا الحد في شبه الجزيرة العربية في وقت تأليفه لكتاب التاريخ الطبيعي، والذي يُتفق الآن أنه كُتب بعد كتاب بيربلوس.

## التعرف

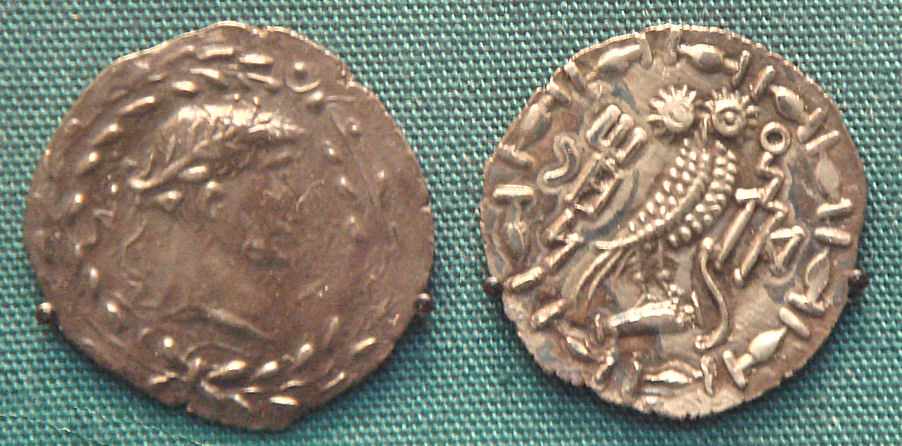
عملة متأثرة بالعصر الروماني من القرن الأول اليمني

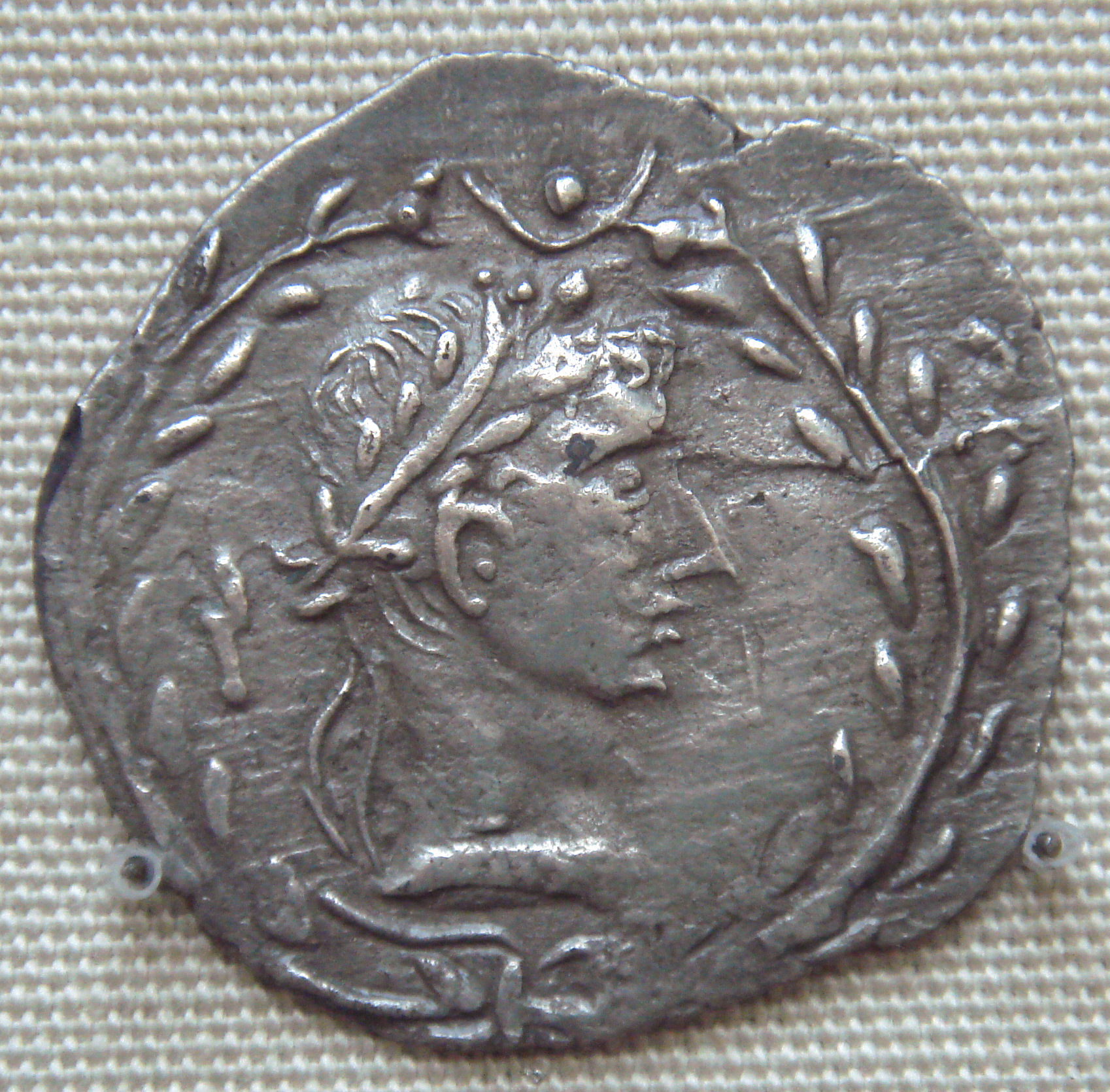
عملة رومانية مزيفة من القرن الأول اليمني

منذ عمل جلاسر في القرن التاسع عشر مع النقوش العربية، عادةً ما يتم التعرف على شاربائيل باعتباره كاريبيل وتار يوحنام الذين حكموا حمير في وقت ما بين عامي 1000 و1000 ميلادي. 40 و 70. إن المسألة معقدة بسبب عاملين. أولًا، استخدم حكام حمير وسبأ لقب "ملك سبأ وذي ريدان" ؛ كما استخدمه أيضاً الغزاة الحضرموتيون في ذلك الوقت تقريبًا. إن وجود مثل هذه المطالبات المتنافسة يُستدل عليه حتى من خلال صياغة كتاب بيربلوس الذي يصف شاربائيل بأنه الملك "الشرعي"، في تمييز محتمل عن المنافسين الأقل قوة. ثانيًا، كشفت النقوش عن خمسة كاريبيليين مختلفين خلال القرن الأول. وهكذا، فإن "شاربائيل" المذكور في سفر الطواف يُعرَّف أحيانًا بأنه كاريبيل بايان، ابن ذمار علي ضريب وملك سبأ خلال الثمانينيات.

## طالع أيضًا
- قائمة حكام سبأ وحمير

### الاستشهادات
1. 1 2 3  Glaser (1895).
2. 1 2 3  Shitomi (1976).
3. 1 2 3  Robin (1991).
4. ↑  McClure & al. (1897).
5. 1 2  Beeston & al. (1982).
6. ↑  Schoff (1912).
7. 1 2 3 4 5 6 7 8 9 10 11 12  Schoff (1912).
8. 1 2  Periplus، §23.
9. ↑  Periplus، §21.
10. ↑  Periplus، §22.
11. ↑  Periplus، §24.
12. ↑  Periplus، §25.
13. ↑  Periplus، §26.
14. 1 2 3  Periplus، §27.
15. ↑  Periplus، §33.
16. ↑  Periplus، §31.
17. ↑  Periplus، §16.
18. ↑  Müller (1855).
19. ↑  Dittrich (1883).
20. ↑  McLaughlin (2014).
21. ↑  Forster (1844).
22. ↑  Ryckmans (1953).
23. ↑  Eggermont (1968).
24. ↑  McLaughlin (2007).
25. ↑  Robin (1997).

### فهرس
* Periplus of the Erythraean Sea  – عبر ويكي مصدر.
- Beeston، Alfred Felix Landon؛ وآخرون (1982)، Sabaic Dictionary، Beirut: Lebanese Library.
- Dittrich, Heinrich Theodor, under the pseudonym B. Fabricius (1883), Der Periplus des Erythräischen Meeres von einem Unbekannten (باليونانية), Leipzig: Veit & Co., Archived from the original on 2023-11-10 & باللغة الألمانية
- Eggermont، Pierre Herman Leonard (1968)، "The Date of the Periplus Maris Erythraei"، Papers on the Date of Kaniṣka Submitted to the Conference on the Date of Kaniṣka, London, 20–22 April, 1960، Oriental Monograph Series، Leiden: Brill، ج. IV، ص. 94–96، مؤرشف من الأصل في 2025-02-12.
- Forster، Charles (1844)، The Historical Geography of Arabia، London: Duncan & Malcolm، ج. II.
- Glaser، Eduard (1895)، Die Abessinier in Arabien und Afrika، Munich: Hermann Lukaschik. باللغة الألمانية
- Hommel، Fritz (1897)، McClure، Edmund؛ وآخرون (المحررون)، The Ancient Hebrew Tradition as Illustrated by the Monuments، New York: E. & J.B. Young & Co.
- McLaughlin، Daniel (2007)، Yemen، Chalfont St Peter: Bradt Travel Guides، ISBN:9781841622125، مؤرشف من الأصل في 2024-12-25.
- McLaughlin، Raoul (2014)، The Romen Empire and the Indian Ocean: The Ancient World Economy & the Kingdoms of Africa, Arabia, & India، Barnsley: Pen & Sword Military، ISBN:9781783463817، مؤرشف من الأصل في 2023-11-13.
- Müller, Karl, as Carolus Mullerus (1855)، "Anonymi Periplus Maris Erythraei"، Geographi Graeci Minores، Paris: Ambrose Firmin Didot، ج. I، ص. xcv–cxi & 257–305، مؤرشف من الأصل في 2025-01-26. باللغة اليونانية & باللغة اللاتينية
- Robin، Christian (1991)، "L'Arabie du Sud et la Date du Périple de la Mer Érythrée (Nouvelles Données)" (PDF)، Journal Asiatique، ج. CCLXXIX، ص. 1–30. باللغة الفرنسية
- Robin، Christian (1997)، "Al-Sawdāʾ"، Encyclopedia of Islam (ط. 2nd)، Leiden: Brill، ج. IX، ص. 90–92.
- Ryckmans، Jacques (1953)، "La Chronologie Sud-Arabe du Premier Siècle avant Notre Ère"، Bibliotheca Orientalis، ج. X، ص. 205–211. باللغة الفرنسية
- Schoff، Wilfred Harvey، المحرر (1912)، Periplus of the Erythraean Sea، Philadelphia: Commercial Museum.
- Shitomi، Yūzō (1976)، "On the Date of Composition of the Periplus Maris Erythraei: A Study of the South Arabian Epigraphic Evidence"، Memoirs of the Research Department of the Toyo Bunko، ج. 34، ص. 15–45.